# Isotima rufipleuralis
Isotima rufipleuralis är en stekelart som beskrevs av Jonathan 1980. Isotima rufipleuralis ingår i släktet Isotima och familjen brokparasitsteklar. Inga underarter finns listade i Catalogue of Life.